# Èsquines de Neàpolis
Èsquines de Neàpolis (en llatí Aeschines, en grec antic Αἰσχίνης) fou un filòsof peripatètic nascut a Neàpolis (avui Nàpols) que va dirigir l'acadèmia d'Atenes juntament amb Càrmides i Clitòmac cap a l'any el 109 aC, segons diu Ciceró. Diògenes Laerci el fa deixeble de Melant de Rodes.